# کریستی مانترو
کریستی مانترو (به انگلیسی: Christie Monteiro) یکی از شخصیت‌های ساختگی سری بازی‌های مبارزه‌ای تکن است که برای اولین بار در تکن ۴ ایفای نقش کرد و تا آخرین سری تکن یعنی تکن تگ تورنومنت ۲ حضور دارد. کریستی برزیلی است و شاگرد ادی گوردو، که برجسته‌ترین مبارز به سبک کاپوئرا است به‌شمار می‌رود. او برای پیدا کردن ادی وارد تکن ۴ شد و برای نجات پدربزرگش از بیماری علاج ناپذیر، که درمان آن دست میشیما زایباتسو بود، وارد تکن ۵ شد و سپس وارد تکن ۶ شد.
شرکت نامکو ابتدا می‌خواست در تکن ۳، یک مبارز کاپوئرای زن بسازد اما آخر تصمیم گرفته شد ادی را بسازند. اما پس از استقبال طرفداران از ادی نامکو دوباره تصمیم گرفت یک مبارز مؤنث بسازد.

## تکن ۴
کریستی نوه استاد کاپوئرا است که که در طول حبس در زندان، به ادی گوردو مبارزه به سبک کاپوئرا را تدریس کرد؛ در حالی که ادی در زندان قسم خورد که هنر کاپوئرا را به فرزند استادش، کریستی مانترو منتقل کند. ادی پس از بازگشت خود از تکن ۳، در مدت کوتاهی کریستی را پیدا کرد و به او مبارزه به سبک کاپوئرا آموخت. پس از دو سال سرپرستی کریستی توسط ادی، ادی کریستی را به یک جنگجوی قابل توجه تبدیل کرد. اما پس از آن ادی به‌طور ناگهانی ناپدید شد و برای کریستی پیغام گذاشت که: «من باید انتقام مرگ پدرم را از مسئول مرگش بگیرم .» کریستی بسیار ناراحت شد و برای پیدا کردن ادی وارد تکن ۴ شد.
کریستی مانترو، هیهاچی میشیما را در تکن ۴ شکست داد. مردم در حال تشویق او شدند و از آن عکس گرفتند و دربارهٔ پیروزی او با او مصاحبه کردند. مردی با کت و شلوار راه رفت و جایزه طلایی کریستی که مانند سر هیهاچی می‌ماند را به کریستی تقدیم کرد. کریستی در همین میان ادی را می‌بیند که به او زنجیر بستند و دارند آن را می‌برند، که کریستی دو بار فریاد می‌زند «ادی». بار دوم ادی متوجه می‌شود که او کریستی است. کریستی به سمت ادی می‌رود و ادی را در آغوش می‌گیرد و ادی با بازویی که به آن زنجیر نبسته بودند، کریستی را در آغوش می‌گیرد. کریستی می‌گوید «ادی» و سپس ادی لبخند می‌زند.

## تکن ۵

کریستی مانترو در حال مبارزه در تکن ۵

بالاخره پدربزرگ کریستی، از زندان آزاد شد ولی بسیار ضعیف شده بود و یک بیماری علاج ناپذیر گرفته بود و فقط درمان آن دست میشیما زایباتسو بود. کریستی برای نجات پدربزرگش، وارد تکن ۵ شد. کریستی در تکن ۵ چند مبارزه می‌کند.
مرحله ۴ مبارزه با بروس اروین:
بروس اروین دربارهٔ کریستی می‌گوید: «این مسابقه قطعاً برای من ساده است و کریستی به راحتی از من شکست خواهد خورد.»
کریستی در پاسخ گفت: «من شک دارم که فکر شما درست باشد .»
بروس گفت: «واقعاً فکر می‌کنی هنر کاپوئرا تو می‌تواند در برابر ضربات من مقاومت کند ؟»
بروس زانو و یک دست خود را بالا می‌برد تا کریستی را به زمین بزند اما کریستی قبل از ضربه او بروس را به زمین می‌زند.
بروس گفت: «بردن کریستی بسیار سخت است. حرکات رقص او نمی‌گذارد هیچ‌کس او را شکست دهد. این حرکات رقص کریستی مرا شکست داد .»
کریستی لبخند می‌زند و از آن جا می‌رود.
مرحله ۷ مبارزه با ادی گوردو:
ادی می‌گوید: «کریستی بیش از حد خطرناک است و به کریستی می‌گوید چگونه می‌خواهی در استادت را شکست بدهی؟» ولی کریستی توجهی به حرف او نکرد و ادی را شکست داد.
مرحله پایانی مبارزه با جینپاچی میشیما:
اما کریستی در بازی پایانی از جینپاچی میشیما شکست خورد و نتوانست قهرمان مسابقات شود.
پس از شکست کریستی در تکن ۵ توسط جینپاچی میشیما، کریستی نتوانست پدربزرگش را به مرکز پزشکی میشیما زایباتسو منتقل کند.

## تکن ۶
کریستی پس از شکست در تکن ۵ توسط جین‌پاچی میشیما، امیدش را برای نجات پدربزرگش از دست داد و به خانه برگشت. به محض ورود به خانه متوجه شد که نه تنها پدربزرگش را از دست داده‌است بلکه ادی گوردو نیز آن جاست. کریستی گیج و ناامید و سرگردان، تصمیم می‌گیرد پدربزرگش را به مرکز پزشکی میشیما زایباتسو منتقل کند. کریستی به منظور پیدا کردن محل دقیق بیمارستان میشیما زایباتسو، وارد تکن ۶ می‌شود.
سرانجام پدربزرگ کریستی مرد. کریستی در یک قبر با یک تابوت ایستاده بود که پدربزرگش بود و جان خود را از دست داده بود. ناگهان ادی از راه رسید و در کنار کریستی ایستاد. نام اصلی پدربزرگ کریستی هو چی میونگ بود.

## تکن ۳بعدی: نسخه نخست
کریستی در تکن ۳بعدی: نسخه نخست به یک شخصیت کاملاً برجسته تبدیل خواهد شد.

## تکن تگ تورنومنت ۲
کریستی در تکن تگ تورنومنت ۲، یک شخصیت کاملاً برجسته است. او با ادی گوردو، پرتغالی صحبت می‌کند. زبان مادری کریستی، پرتغالی است. کریستی در حال جستجوی ادی است. لی وولانگ هم برای بخشی از تحقیقات خود در جستجوی ادی است و نیروهای میشیما زایباتسو، در جستجوی پاندورا در قطب جنوب هستند.
لی وولانگ گفت: «نمی‌دانم شایعات درست است یا نه. آیا ادی دوباره ناپدید شده؟»
کریستی: «آنقدر نیاز برای گفتن ادی وجود دارد .»
پس کریستی مانترو و لی وولانگ تصمیم می‌گیرند برای پیدا کردن ادی، در قطب جنوب کار کنند و آن‌ها ادی را پیدا نمی‌کنند و کریستی هنوز می‌خواهد ادی را پیدا کند.

## استریت فایتر کراس تکن
کریستی در استریت فایتر در مقابل تکن، یک شخصیت کاملاً برجسته است. او با ادی گوردو، پرتغالی صحبت می‌کند. زبان مادری کریستی، پرتغالی است. کریستی در حال جستجوی ادی است. لی وولانگ هم برای بخشی از تحقیقات خود در جستجوی ادی است و نیروهای میشیما زایباتسو، در جستجوی پاندورا در قطب جنوب هستند.
لی وولانگ گفت: «نمی‌دانم شایعات درست است یا نه. آیا ادی دوباره ناپدید شده؟»
کریستی: «آنقدر نیاز برای گفتن ادی وجود دارد.»
پس کریستی مانترو و لی وولانگ تصمیم می‌گیرند برای پیدا کردن ادی، در قطب جنوب کار کنند و آن‌ها ادی را پیدا نمی‌کنند و کریستی هنوز می‌خواهد ادی را پیدا کند.

## فیلم تکن
کریستی در فیلم تکن، نیز جزوه یکی از شخصیت‌های اصلی به‌شمار می‌رود. او نقش مهمی را در این فیلم ایفا می‌کند و جین کازاما را تشویق می‌کند تا مبارزه کند؛ در حالی که خودش نینا ویلیامز را شکست می‌دهد. او در این فیلم، عشق جین کازاما محسوب می‌شود و در فیلم با ادی گوردو هیچ کاری ندارد.
لباس ۱ کریستی از شلوارهای مورد استفاده در کاپوئرا استفاده شده‌است. شلوار کاپوئرا یک شلوار منظم سفید است. یکی از ویژگی‌های لباس کریستی، یک طرح پروانه روی شلوار کاپوئرا اوست.

## طراحی شخصیت
در طول توسعه تکن ۳، طراحان جنبش کاپوئرا را برای یک زن مناسب تر می‌دانستند. در نتیجه آن‌ها کریستی را به جای ادی گوردو در تکن ۴، به کار بردند. آن‌ها به دنبال زنی جذاب با سبک جنگ ادی بودند. در حالی که ادی سبک نسبتاً کاپوئرا خود را دارد، کریستی دارای یک مقدار بیشتر مجموعه رقص حرکات است. طراحان تکن ۳ مقدار تکان خوردن پا و رقص حرکات را در کریستی بیشتر کردند. moveset او تقریباً با ادی یکسان است.

## در دیگر رسانه‌ها و کالا
در سال ۲۰۱۰ فیلم تکن با بازی کریستی به تصویر کشیده شد. در این نسخه از تکن، کریستی یک جنگجوی کاپوئرا می‌باشد. در این نسخه او هیچ علاقه‌ای به ادی گوردو ندارد و عاشق جین کازاما است. هیچ نشانه‌ای از این که او برزیلی است وجود ندارد و با او یک زن آفریقایی تبار شد. اشاره به تجسم بازی، چرخ دنده جنگ کریستی است. مدل کریستی در گالری عکس تکن به تصویر کشیده شده‌است.
Kotobukiya اعلام کرد کریستی در ژانویه ۲۰۱۲، ۹٫۸ اینچ قد بلندتر شده‌است و در حالت رقص مانند لباس تکن قبلی خود را به تن خواهد کرد و شلوار خود را به شلوار بی خشتک گاوداران با شورت با وضوح قابل مشاهده خود تبدیل کرده‌است.

## پذیرش
کریستی در لیست‌های مختلف از "داغترین دختران" برجسته اعلام شده‌است. GameDaily چنین ذکر می‌کند:"او در ۲۵ شخصیت پرطرفدار بازی است و در ۲۰ وبلاگ از پرطرفدارترین دختران در بازی‌های ویدئویی انتخاب شده‌است. او در ۱۰ دختر پرطرفدار بازی‌های ویدئویی، رتبه ۷ را بدست آورده‌است. فناوری کریستی ۴ شخصیت داغ بازی‌های ویدئویی یاد شده‌است و بهبود یافتهٔ ادی است.

## لباس‌های کریستی

### لباس ۱
کریستی در مدل اول خود بلوز ندارد و یک سوتین براق زرد یا طلایی دارد که طرح شش ضلعی مانند کندوی زنبور عسل دارد و دور آن لایه‌ای بنفش است و دور گردن او پیچیده می‌شود. شلوار او در مدل اولش طوسی براق است و طرح‌های زیبایی دارند و یک طرح پروانه بنفش روی این شلوار است و کشی بلند و کلفت بنفش دارد که دور شلوار بسته شده‌است و نقش کمربند را دارد. او در مدل اول خود کفش نمی‌پوشد. دستان او دارای یک دستکش مشکی است که یک لایه بنفش دارد و روی آن پرهای نارنجی زیادی قرار دارد. هم چنین در نرم‌ترین قسمت دست‌های او یک لایه سبز قرار دارد.

### لباس ۲
کریستی در مدل دوم خود شلوار ندارد و یک شورت سفید دارد که بند بند است. بلوز کریستی در مدل دومش صورتی است که خط‌ها و راه راه‌های بنفش با لایه‌های سفید دارد. یغهٔ بلوز کریستی بسیار باز است و از پایین ناف او نیز دیده می‌شود. رنگ لباس کریستی به طرف دستان و ناف کم‌کم به سفید تبدیل می‌شود. او در مدل دومش کفش قهوه‌ای دارد که به صورت بند بند دور پاهای او پیچیده شده‌است و کف کفش صاف است. هم چنین او دارای دستکش بنفش است که در ساعد یک لایه سفید دارد. دستکش کریستی وارد انگشتان او نمی‌شود، جایی که می‌خواهد به انگشتان برسد، سفید است و روی دستکش بنفش او طرح زیبای سیاه که خط‌های سفید دارد، وجود دارد.